# 珠光月华螺
珠光月华螺（学名：Haminoea margaritoides）为阿地螺科長葡萄螺屬的动物。分布于日本以及中国大陆的广东等地，属于暖水性种类。其多见于潮间带石头下、海藻间。